# リエージュ公
リエージュ公（フランス語:Prince de Liège、オランダ語:Prins van Luik）は、ベルギー国王レオポルド3世が第2王子アルベール、後のアルベール2世に与えた儀礼称号。
リエージュ公の称号は、1795年に消滅したかつてのリエージュ司教領に敬意を表すとともに、1914年8月にドイツ軍の侵攻に直面したリエージュの勇壮な防衛を記念している。リエージュ要塞からの激しい抵抗はドイツ軍の進行を鈍化させ、攻撃に直面したフランス軍は、よりよい準備をすることができた。
アルベール王子は、1993年8月9日にアルベール2世として即位し、この日をもってリエージュ公号を持たなくなった。妻のパオラ王妃は1959年に結婚してから1993年にアルベールが即位するまで、リエージュ公妃であった。
2001年、アルベール2世はリエージュ公号を、フランドル伯号、エノー伯号と共に廃止した。ベルギーでは言語共同体間、特にフランス語共同体とフラマン語共同体間の論争が続いたため、異なる言語話者で構成される地域同士の衝突を避けるために、歴史的にワロン地域・フランス語共同体に由来するリエージュ公号、同じくフランデレン地域・フラマン語共同体に由来するフランドル伯号とエノー伯号を王族に与えないとしたのだ。したがって、アルベール2世は王家で唯一のリエージュ公である。

## リエージュ公
- アルベール（1934年 - 1993年）